# Nathanael Burger
Nathanael Burger OFM, Taufname Johann Heinrich Burger (* 1. März 1733 in Kulmain, Oberpfalz; † 28. August 1780 in Taiyuan, China), war ein deutscher China-Missionar aus dem Franziskanerorden, Titularbischof von Dercos, Apostolischer Vikar von Changzhi (Shansi) und Koadjutorbischof von Nanjing.

## Leben und Wirken
Burger wurde im oberpfälzischen Kulmain als Johann Heinrich Burger geboren, trat in den Franziskanerorden ein und erhielt den Ordensnamen Nathanael.
Nach der Priesterweihe entsandte man den Ordensmann in die chinesische Mission. Ab 1765 wirkte er als Missionar in den Provinzen Shansi und Shensi, besonders im Gebiet von Taiyuan und Pingyao, seit 1767 auch in Luanfu und von 1776 an in der nördlichen Tartarei, den Gebieten der heutigen Inneren Mongolei und der Mongolei.
Am 11. Januar 1777 ernannte Papst Pius VI. den bayerischen Franziskaner zum Apostolischen Vikar von Changzhi und zum Titularbischof von Dercos. Mit Datum vom 20. Juli 1778 bestimmte man Nathanael Burger auch zum Koadjutorbischof von Nanjing und stellte ihn dem dortigen österreichischen Oberhirten Gottfried Xaver von Laimbeckhoven (1707–1787) unterstützend zur Seite. Dieser amtierte unter schwierigsten Bedingungen. Durch päpstliche Anordnung war den chinesischen Christen die staatlich geforderte Teilnahme an der Ahnen- und Konfuziusverehrung verboten worden, weshalb sie keine Angehörige der administrativen Oberklasse mehr sein konnten und das Christentum unter der Führungsschicht des Landes erlosch. Daraus resultierend hatten Kaiser Yongzheng und sein Sohn Qianlong ihren Untertanen generell die christliche Religion verboten, die jedoch im Verborgenen, bei der armen Landbevölkerung überlebte, welche ohnehin nicht an den staatlichen Zeremonien teilnahm. Laimbeckhoven, Burger und andere Missionare arbeiteten  heimlich unter den sozial niederen Schichten, indem sie bei Nacht auf Booten zu den Gemeinden reisten. Erst am 18. Oktober 1778 empfing Burger in Sianfu die Bischofsweihe durch Francesco Magni OFM (1723–1785), seinem emeritierten Vorgänger als Apostolischer Vikar von Changzhi.
Nathanael Burger konnte sein Bischofsamt nur knapp zwei Jahre ausüben und starb im Sommer 1780 in Taiyuan. Am 2. April 1780 erteilte er dem zum Oberhirten von Peking ernannten Augustinermönch Giovanni Damase Salutti (1727–1781) die Bischofsweihe.